# Paraclius longicornutus
Paraclius longicornutus är en tvåvingeart som beskrevs av Yang och Saigusa 1999. Paraclius longicornutus ingår i släktet Paraclius och familjen styltflugor.
Artens utbredningsområde är Henan (Kina). Inga underarter finns listade i Catalogue of Life.